# 899

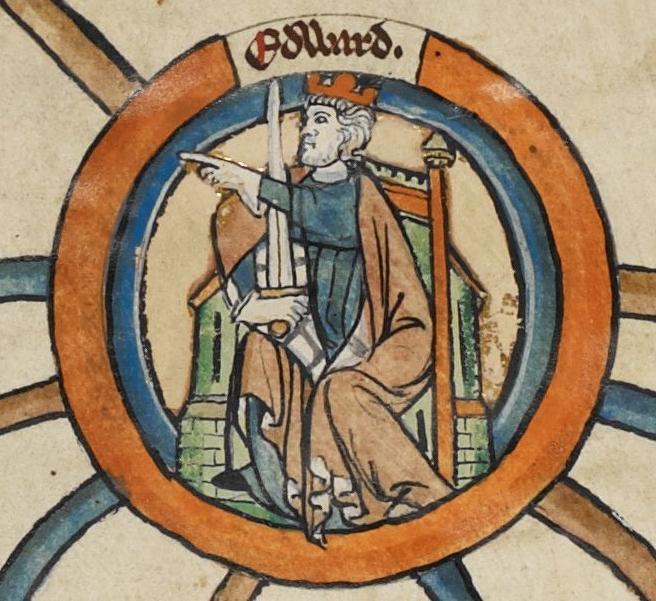
Koning Eduard de Oudere (899 - 924)

Het jaar 899 is het 99e jaar in de 9e eeuw volgens de christelijke jaartelling.

## Gebeurtenissen
- Zomer - De Magyaren onder leiding van Árpád vallen op verzoek van koning Arnulf van Karinthië de Povlakte binnen. Koning Berengarius I weigert met de Magyaren te onderhandelen over een afkoopsom en mobiliseert het leger. Árpád verrast bij Cartigliano het Lombardische leger (15.000 man) door een hinderlaag te leggen rondom het legerkamp en verslaat Berengarius die zich in wanorde over de rivier de Brenta moet terugtrekken.

oktober
- 26 - Koning Alfred de Grote overlijdt na een regeerperiode van 28 jaar. Tijdens zijn bewind verdrijft hij de Deense Vikingen uit de Angelsaksische koninkrijken, hierdoor krijgt hij het epitheton "de Grote" toegekend. Alfred verbetert het rechtssysteem en de militaire structuur in het koninkrijk. Hij laat strategische plaatsen (burhs) versterken tegen de plunderende Vikingen. Tevens bevordert Alfred het leersysteem door het stichten van kloosters en een hofschool. Hij wordt opgevolgd door zijn zoon Eduard de Oudere als heerser van Wessex.

december
- 8 - Arnulf van Karinthië overlijdt in Regensburg na een regeerperiode van 12 jaar en wordt begraven in de abdij van Sankt Emmeram. Hij wordt opgevolgd door zijn 6-jarige zoon Lodewijk IV als koning van het Oost-Frankische Rijk. Vanwege zijn jonge leeftijd wordt Hatto I, raadgever en aartsbisschop van Mainz, tot regent aangewezen. Lodewijk eist dat zijn (half)broer, koning Zwentibold het koninkrijk Lotharingen overdraagt.
- 30 - Boudewijn II de Kale laat het stoffelijk overschot van de Heilige Winok overbrengen van Sint-Omaars naar de Sint-Maartenskerk bij de Groene berg aan de kust, waar later Sint-Winoksbergen zal verrijzen.

## Religie
- Regino van Prüm moet het benediktijner abdij van Prüm verlaten. Hij wordt in Trier door aartsbisschop Radbod als abt in de abdij van Sankt Maximin aangesteld.
- Radboud (899 - 917) wordt met toestemming van Arnulf van Karinthië tot bisschop van Utrecht gekozen.
- Eerste schriftelijke vermelding van Weimar (Duitsland).

## Geboren
- Alfons IV, koning van León (waarschijnlijke datum)

## Overleden
- 26 oktober - Alfred de Grote (~50), koning van Wessex
- 8 december - Arnulf van Karinthië, koning van het Oost-Frankische Rijk